# Ostrowite
Ostrowite è un comune rurale polacco del distretto di Słupca, nel voivodato della Grande Polonia.
Ricopre una superficie di 104,1 km² e nel 2004 contava 5 129 abitanti.